# Карасу (приток Камги)
Карасу — река в России, протекает по Онгудайскому району Республики Алтай. Устье реки находится в 16 км от устья Камги по левому берегу. Длина реки составляет 12 км. Правый приток — Коной.

## Данные водного реестра
По данным государственного водного реестра России относится к Верхнеобскому бассейновому округу, водохозяйственный участок реки — Катунь, речной подбассейн реки — Бия и Катунь. Речной бассейн реки — (Верхняя) Обь до впадения Иртыша.